# Steam Noir
Steam Noir ist ein deutschsprachiges Steampunk-Franchise, basierend auf dem Rollenspiel Opus Anima. Hauptwerk des Franchise ist bislang die Comicreihe Steam Noir – Das Kupferherz, gezeichnet von Felix Mertikat, geschrieben von Benjamin Schreuder und Verena Klinke. Der erste Band wurde mit einem Sondermann auf der Frankfurter Buchmesse prämiert.

## Die Welt
Die Geschichten von Steam Noir spielen in der fiktiven Welt Landsberg, mit von der Schwerkraft zusammengehaltenen, schwebenden Inseln, sogenannten „Schollen“. Eine davon, die Toteninsel Vineta, bewegt sich zwischen den anderen. Sie verursacht durch ihre Annäherung Chaos und Zerstörung sowie den Übergang von Verstorbenen, die „Seelen“ genannt werden, aber körperlich fassbar sind, in die Welt der Lebenden. Dieses Ereignis tritt in unregelmäßigen, aber berechenbaren Intervallen auf, man nennt es „die blinden Tage“. Die „Seelen“ haben einen Einfluss („Verzerrung“) sowohl auf tote Materie, wie man etwa an Fassadenschäden bei Häusern, die längere Zeit ihren Auren ausgesetzt waren, erkennen kann, als auch auf Lebewesen. Bei Menschen bewirken sie Wucherungen, die meist eine Amputation von Gliedmaßen nötig machen oder tödliche Folgen haben. Eine eigene Berufsgruppe, die „Bizzaromanten“, dient einerseits der Erforschung der „Seelen“ und ihrer „Verzerrungen“, trägt aber auch dafür Sorge, dass „Seelen“ in einem abgeschlossenen Sicherheitsbereich (dem „Ghetto“) eingesperrt werden.
Eigentlicher Schauplatz ist das Königreich Januskoogen, das jedoch von einem Kaiser regiert wird. Dieses ist – laut Verena Klinke – im bewusst gewählten Gegensatz zu den oftmals viktorianisch geprägten Steampunk-Szenarien nach wilhelminischem Vorbild gestaltet. Benjamin Schreuder räumt laut Rupert Koppold in der Stuttgarter Zeitung auch ältere Vorbilder wie E. T. A. Hoffmann als Einfluss ein. In Januskoogen entstand die erste Fakultät für „Bizarromantie“. Der privat finanzierte „Leonardsbund“ ist einer der Nutznießer dieser Forschung. Er führt, durchaus mit staatlicher Autorität, Ermittlungen im Zusammenhang mit den „Seelen“ und deren Abwehr durch. Auf den maskierten Geheimbund des „Kalendarischen Ordens“ (KO) sollen hingegen die Berechnungsmethoden zurückgehen, dank derer man das nächste Auftauchen der Toteninsel vorhersagen kann. Auch mechanische Wesen mit künstlicher Intelligenz bevölkern Landsberg oder zumindest Januskoogen.
Die Welt von Steam Noir ist weitgehend identisch mit jener von Opus Anima, lediglich das Konzept der Insel Vineta und ihrer wiedergekehrten Seelen ist im Comic ein neues. Im Rollenspiel gibt es stattdessen „Seelenlose“.

## Steam Noir – Das Kupferherz

### Figuren
- Heinrich Lerchenwald befasst sich als Bizzaromant im Außendienst des Leonardsbundes mit dem Aufspüren von Seelen und deren Unterbringung im Ghetto. Er hat eine universitäre Vergangenheit und sieht es mit Unbehagen, dass seine Forschungsergebnisse und die von ihm entwickelten Geräte von Kollegen zur Vernichtung von Seelen eingesetzt werden. Verena Klinke nennt dies eine bewusste Anspielung auf Robert Oppenheimer.[1] Lerchenwald lebt in Trennung von seiner Frau Marlies und hat mit ihr einen schwerkranken Sohn, Albrecht.
- Frau D. ist Tatortermittlerin, Kollegin im Leonardsbund von Lerchenwald und von ihrem kühlen Verstand geleitet.
- Richard Hirschmann komplettiert das Ermittlungsteam. Er ist ein Maschinenmensch, der trotz seiner rein mechanischen Beschaffenheit mit einem tiefen Mitgefühl für seine beiden Kollegen ausgestattet zu sein scheint.

### Handlung

#### Band 1
Die drei Ermittler des Leonardsbunds werden zu einem Haus gerufen, in das eine Seele eingedrungen ist. Hirschmann wird vorausgeschickt, um das Haus zu lüften, da es mit Narkosegas gefüllt ist. Danach stellt das Trio fest, dass in dem Haus ein kleines Mädchen schon vor mehreren Jahren bei lebendigem Leib im Kamin eingemauert worden war und die Seele die Leiche entfernt hat. Ermittlungen über die Vorbesitzer des Hauses, das vermisste Ehepaar Schönheber, ergeben, dass sie einen verstorbenen Sohn, Leander, und eine ebenfalls vermisste Adoptivtochter, Lisa, hatten. Am Abend wird Lerchenwald von Mitgliedern des Kalendarischen Ordens überfallen, die meinen, er hätte am Tatort ein Kupferherz gefunden. Lerchenwald und Hirschmann besuchen am nächsten Tag das Heim, in dem Lisa vor der Adoption gelebt hat. Sie erfahren, dass sie einen schweren Herzfehler hatte und von einem gewissen Dr. Eduard Presteau ein künstliches Herz eingesetzt bekommen hat, was als medizinisches Wunder galt. Bevor die beiden der neuen Spur nachgehen können, erfahren sie über eine Botenmaschine des Leonardsbundes, dass eine Seele in Aurich, einem infolge einer Verzerrung überfluteten Stadtteil, gesichtet wurde. Lerchenwald erfährt von der Seele, dass sie auf die Wiederkunft von Vineta wartet, um dorthin zurückzukehren. Er ist überrascht, sowohl dass eine Seele diesen Wunsch verspürt, als auch, dass das möglich sein sollte. Doch ohne dass er die Seele weiter befragen könnte, wird sie von Einsatzkräften erschossen. Dabei wird eine Verzerrung freigesetzt, die Lerchenwald eine Hand kostet. Er bekommt von Dr. Presteau eine Prothese gestellt. Frau D. misstraut dieser großmütigen Tat, sie vermutet, dass Lerchenwald, wie zuvor Lisa, lediglich Versuchsobjekte für den Arzt sind. Gemeinsam besuchen sie ihn zu einem abendlichen Empfang und lernen dabei seine Adoptivtochter Manuela kennen, die ebenfalls mit einer Prothese ihres Vaters ausgestattet ist. Lerchenwald erblickt eine Seele, die er gemäß Zeugenaussagen als jene identifiziert, die in das Haus der Schönhebers eingebrochen war.

#### Band 2
Die Seele entwischt und Dr. Presteau erweist sich gegenüber Lerchenwald als ausweichender und beschwichtigender Gesprächspartner. Frau D. erfährt jedoch von Manuela, dass auch sie ihren Adoptivvater gegenüber äußerst reserviert ist. Lerchenwald wird am nächsten Tag Zeuge, wie erneut mit Waffengewalt gegen Seelen vorgegangen wird, diesmal von Kollegen des Leonardsbundes. Er erfährt, dass seine Forschung maßgeblich zur Entwicklung der Waffen geführt hat und regt sich darüber auf. Vom Leonardsbund bekommt er deswegen und wegen angeblicher Verfehlungen während des Vorfalls, der ihm seine Hand gekostet hat, eine Rüge. Hirschmann verteidigt ihn und bewahrt Lerchenwald damit vor Schlimmerem. Durch Prüfung der Lieferlisten von Narkosegas kann das Trio die ihnen entkommene Seele erneut aufspüren. Es ist Leander Schönheber, wie sie schon vorher vermutet hatten, doch bevor sie das bestätigt bekommen, werden sie von einer monströsen Gestalt vertrieben. Dabei handelt es sich um Tetar, den leiblichen Sohn von Dr. Presteau. Leander sucht am Abend Lerchenwald auf. Er will zurück zu seinen ebenfalls verstorbenen Eltern nach Vineta und ist nur zu den Lebenden gekommen, um seine Adoptivschwester Lisa zu holen. Das ihr eingepflanzte Kupferherz hat sie all die eingemauerten Jahre nicht sterben lassen, auch wenn ihr Körper in der Zwischenzeit verfallen ist. Leander bringt Lerchenwald zu Lisa, damit dieser das Kupferherz Dr. Presteau zurückbringt.

#### Band 3
Leander klärt Lerchenwald darüber auf, dass sein Vater selbst Lisa im Kamin eingemauert hatte. Ihr sollte das Herz wieder entfernt werden, offenbar war sie wirklich als Versuchsperson vorgesehen, wie von Frau D. unterstellt. Die Familie bereitete die Flucht vor und wollte Lisa für zwei Tage verstecken, doch wurden sie vorher umgebracht, ohne das Versteck zu verraten. Lerchenwald bittet eine befreundete Ärztin, Lisa das Herz zu entnehmen und sie dadurch zu erlösen. Frau D. erfährt unterdessen im Ghetto, dass dieses geräumt wird und die Seelen verlegt werden sollen. Sie weiß zudem, dass beim Leonardsbund seit einiger Zeit Geldmittel zur Erforschung der Heilung von Seelen gekürzt und in Waffen investiert werden. Manuela beobachtet ein Gespräch zwischen ihrem Vater und Agenten des Kalendarischen Ordens. Dr. Presteaus Forschung wird vom KO finanziert, die Agenten sind dazu abgestellt, ihm das Kupferherz zu beschaffen. Manuela entläuft ihrem Vater und wendet sich Frau D. zu. Sie bietet an, ihre Assistentin zu werden. Frau D. nimmt das Angebot an, unterrichtet sie aber, dass sie beim Leonardsbund gekündigt hat. Lerchenwald sucht seinen Sohn Albrecht im Spital auf, er will ihm das Kupferherz zukommen lassen. Leander unterbindet das, besteht darauf, dass Dr. Presteau das Herz bekommt und lässt Albrecht von Tetar entführen. Aufgrund einer Anzeige durch Lerchenwalds Frau Marlies wird dieser der Entführung seines Sohnes verdächtigt und verhaftet, von Agenten des Kalendarischen Ordens aber befreit.

### Entwicklung und Veröffentlichung
Felix Mertikat veröffentlichte 2008 gemeinsam mit einigen ehemaligen Schulfreunden das Rollenspiel Opus Anima. Entwickelt wurde es von Mertikat gemeinsam mit Till Bröstl, Maja Karos und Andreas Steiner, die spätere Steam–Noir–Texterin Verena Klinke war bereits hier als Autorin tätig.
Mertikat und Schreuder veröffentlichten bereits vor Steam Noir beim Verlag Cross Cult einen Comic: ihre Diplomarbeit an der Filmakademie Baden-Württemberg Jakob. Bei ersten Gesprächen mit dem Verlag hatte Mertikat das Grundregelwerk von Opus Anima dabei. Verlagsleiter Andreas Mergenthaler gefiel laut Mertikat das Konzept und er bot an, nach Erscheinen von Jakob auch eine Comicadaption des Rollenspiels bei den beiden in Auftrag zu geben.
Die erste Veröffentlichung von sechs Seiten aus dem Comic erfolgte im Mai 2011 in einem Probeheft zum Gratis-Comic-Tag von The Goon. Der Auszug aus der zweiten Hälfte des ersten Albums wurde für die Endversion allerdings weitgehend neu gezeichnet. Ab der Ausgabe 06/2011 begann kurz darauf der Vorabdruck im Magazin Comix.
Nach Beendigung des ersten Bandes verließ Benjamin Schreuder die Serie, um sich anderen Projekten zu widmen. An seine Stelle trat Verena Klinke, die bereits den ersten Teil lektoriert hatte. Sie übernahm die Geschichte mit dem offenen Ende von Schreuder und entwickelte daraus kurz nach Veröffentlichung des ersten Albums im Oktober 2011 in Buchform gemeinsam mit Mertikat die Grundzüge der Handlung für die nächsten drei Teile, mit der die Handlung abgeschlossen wird. Das zweite Album erschien im Juni 2012, das dritte (erstmals ohne Magazinvorabdruck) im Mai 2013. Der Abschlussband ist vom Verlag für Januar 2016 angekündigt. Man richtet sich ab Teil 2 nach den Terminen der Comicfestivals in Erlangen und München, um sie dort präsentieren zu können, nachdem der erste Band zur Frankfurter Buchmesse erschienen ist.

### Rezeption
2012 wurde der erste Band auf der Frankfurter Buchmesse mit dem Sondermann in der Kategorie Comic-Eigenpublikation (national) ausgezeichnet.
Das erste Album fand auch einen gewissen Widerhall in den Besprechungen der deutschen Tagespresse. Für Daniel Klein im Tagesspiegel ist es eine klassische Detektivgeschichte mit Ansätzen von Sozialkritik, laut Gottfried Knapp in der Süddeutschen Zeitung »eine dichte, ironisch gebrochene Mixtur aus klassischen Motiven des Phantastischen«. Er meint Die geheimnisvollen Städte als Vorbild leicht wiedererkennen zu können. Andreas Platthaus von der FAZ bedachte das Werk zumindest in seinem Blog im Onlineportal der Zeitung. Er gab sich damals noch unschlüssig, ob sich die Serie als »großer Wurf für den deutschen Comic […] oder „nur“ eine geistreiche Spielerei« erweisen wird. Er sieht als Vorläufer Berlinoir an.
Band 2 findet Thomas Klingenmaier in der Stuttgarter Zeitung plotgetriebener als den ersten, Mertikats Bilder düsterer, auch wenn sie mitunter wiederum zum Spielerischen und Cartoonigen neigen. Er zieht auch die offensichtlichen Vergleiche zum Holocaust, die laut Verena Klinke von vielen gelesen, von ihr aber relativiert werden: »Wir liefern […] kein akkurates Abbild historischer Ereignisse, sondern sehen darin vor allem spannende Erzählelemente.« Dem widerspricht Klingelmaier auch nicht, ganz im Gegenteil, sieht er in dem Werk doch »ein Augenzwinkern, dass man diese sehr seltsame Welt bitte nicht zu ernst nehmen solle.«

## Steam Noir – Zeitenwende
Der fünfseitige Kurzcomic von Verena Klinke und Felix Mertikat erschien 2012 als Teil eines The–Walking–Dead–Heftes zum Gratis–Comic–Tag. Die Handlung spielt 75 Jahre vor der des Kupferherz’. Sie erzählt von den Erfahrungen, die eines der Gründungsmitglieder der „Bizzarromantischen Fakultät“ in Bezug auf den Umgang der Landbevölkerung mit den „Seelen“ gemacht hat. Diese werden dort in einen Sack gesteckt und im Moor ertränkt.

## Spiele

### Steam Noir – Revolution
Das Kartenspiel wurde von Daniel Danzer erdacht und geschrieben, ursprünglich als Revolutionsspiel ohne Kenntnis von Steam Noir. Die Idee, es dazu in Bezug zu setzen, kam zufällig, da Mertikat in der Nachbarschaft wohnte. In dem Spiel versuchen fünf Fraktionen den Kaiser zu stürzen, drei davon, Studenten, Arbeiter und Suffragetten, spielen im Comic bislang keine tragenden Rollen und stammen wohl bereits aus der Zeit, als das Spiel noch ohne jeden Bezug zu Steam Noir erdacht wurde. Zwar sind mit Frau D. und Manuela Presteau zwei Figuren aus dem Comic mit Karten aus der Fraktion der Frauenrechtlerinnen vertreten, im Comic sind diese aber bislang nicht einer solchen Gruppe beigetreten und es ist auch nicht zwangsläufig anzunehmen, dass sie dies noch tun werden. Die vierte Fraktion, die Mechandros, kommen unter dieser Bezeichnung im Kupferherz zwar ebenfalls nicht vor, es scheint sich aber um eine Art „Interessensvertretung“ der mechanischen Wesen zu handeln, Richard Hirschmann ist auf dieser Seite als Spielkarte einsetzbar. Während sich beispielsweise der Leonardsbund überhaupt nicht an der Revolution beteiligt, ist mit dem „Kalendarischen Orden“ zumindest eine „echte“ Fraktion aus der Serie vertreten. Auch wenn das Spiel damit keinen direkten Bezug zur Handlung der Comics hat, ist es doch durch die Illustrationen von Felix Mertikat erkennbar in der Welt von Steam Noir angesiedelt.
Das Spiel bietet drei Gewinnoptionen: Sollte die am Ende einer Partie stärkste Fraktion (ausgenommen die Fraktion des Kaisers, der auch mitspielt, aber von keinem Mitspieler direkt gesteuert wird) weniger als 15 Punkte vor der zweitplatzierten liegen, geht deren Spieler siegreich aus der Revolution hervor. Bei einem größeren Abstand wird sie von den anderen als zu „machtgierig“ angesehen und umgehend gestürzt, womit die zweitplatzierte gewinnt. Geht der Kaiser als stärkste Macht aus dem Spiel hervor, gewinnt die schwächste Fraktion, da sie sich am wenigsten an der Revolution beteiligt hat.
Steam Noir – Revolution erlangte den zweiten Platz im Hippodice Autorenwettbewerb für Gesellschaftsspiele 2013.